# Villaconancio
Villaconancio – gmina w Hiszpanii, w prowincji Palencia, w Kastylii i León, o powierzchni 34,06 km². W 2011 roku gmina liczyła 70 mieszkańców.